# 日本厚蛤屬
日本厚蛤屬為黑田德米及波部忠重於1971年所命名的屬，是心蛤目厚蛤科之下一個微小貝的屬，其物種舊屬厚蛤屬及真厚蛤屬，原是這兩個屬的亞屬。

## 物種
- 扁厚蛤 Nipponocrassatella adamsi (Kobelt, 1886)[3]
- 日本真厚壳蛤 Nipponocrassatella japonica (Dunker, 1882)[4][5][6][7]
- 小真厚壳蛤 Nipponocrassatella nana (A. Adams & Reeve, 1850)[8]：即Eucrassatella (Nipponocrassatella) nanus[1]，又名簾藻鹽貝。